# Pobeda (distrikt i Bulgarien, Dobritj)
Pobeda (bulgariska: Победа) är ett distrikt i Bulgarien.   Det ligger i kommunen Obsjtina Dobritj-Selska och regionen Dobritj, i den östra delen av landet, 400 km öster om huvudstaden Sofia.
Trakten runt Pobeda består till största delen av jordbruksmark. Runt Pobeda är det ganska tätbefolkat, med 75 invånare per kvadratkilometer.